# Keskusta (Jyväskylä)
Pour les articles homonymes, voir Keskusta.
Keskusta est le quartier le plus ancien et le plus central de Jyväskylä en Finlande.

## Présentation
Le quartier central est bordé au sud-est par le lac Jyväsjärvi et par la  ligne ferroviaire Jyväskylä–Pieksämäki, au nord-est par la rivière Tourujoki, au nord-ouest par la  zone de parcs du Harju et au zone sud-ouest par le campus central de l'université de Jyväskylä.
Le quartier central de Jyväskylä est principalement organisé en plan hippodamien où quatre longues rues (Hannikaisenkatu, Vapaudenkatu, Kauppakatu et Yliopistonkatu) vont du sud-ouest au nord-est, et sept plus courtes du nord-ouest au sud-est.

## Le coeur de ville
Le centre-ville de Jyväskylä est situé dans le quartier central, à côté de la gare de Jyväskylä.
Au cœur du centre-ville, dans la zone piétonne, se trouve Kompassi, une boussole sculptée sur le sol à l'intersection des rues Asemakatu et de Kauppakatu. 
Kompassi est le lieu de rencontre le plus populaire du centre-ville.
Tous les centres commerciaux de Jyväskylä sont situés au centre-ville, à l'exception du centre commercial Keljo et du centre commercial Seppä.
Les centres commerciaux Forum, Torikeskus et Jyväskeskus ainsi le grands magasin Sokos sont situés au centre-ville.
Les centre commerciaux Kolmikulma et Kauppakulma sont à quelques dizaines de mètres de   Kompassi.
La rue principale du centre-ville est Kauppakatu, qui est une rue piétonne de la croisée des rues de Kilpisenkatu et Kauppakatu vers la place Are. 
Le parc de l'église entoure l'église de Jyväskylä, en face de l'hôtel de ville et du théâtre municipal . 
Le Lycée de Jyväskylä est situé au bout de la rue Asemakatu.

## Lieux et monuments

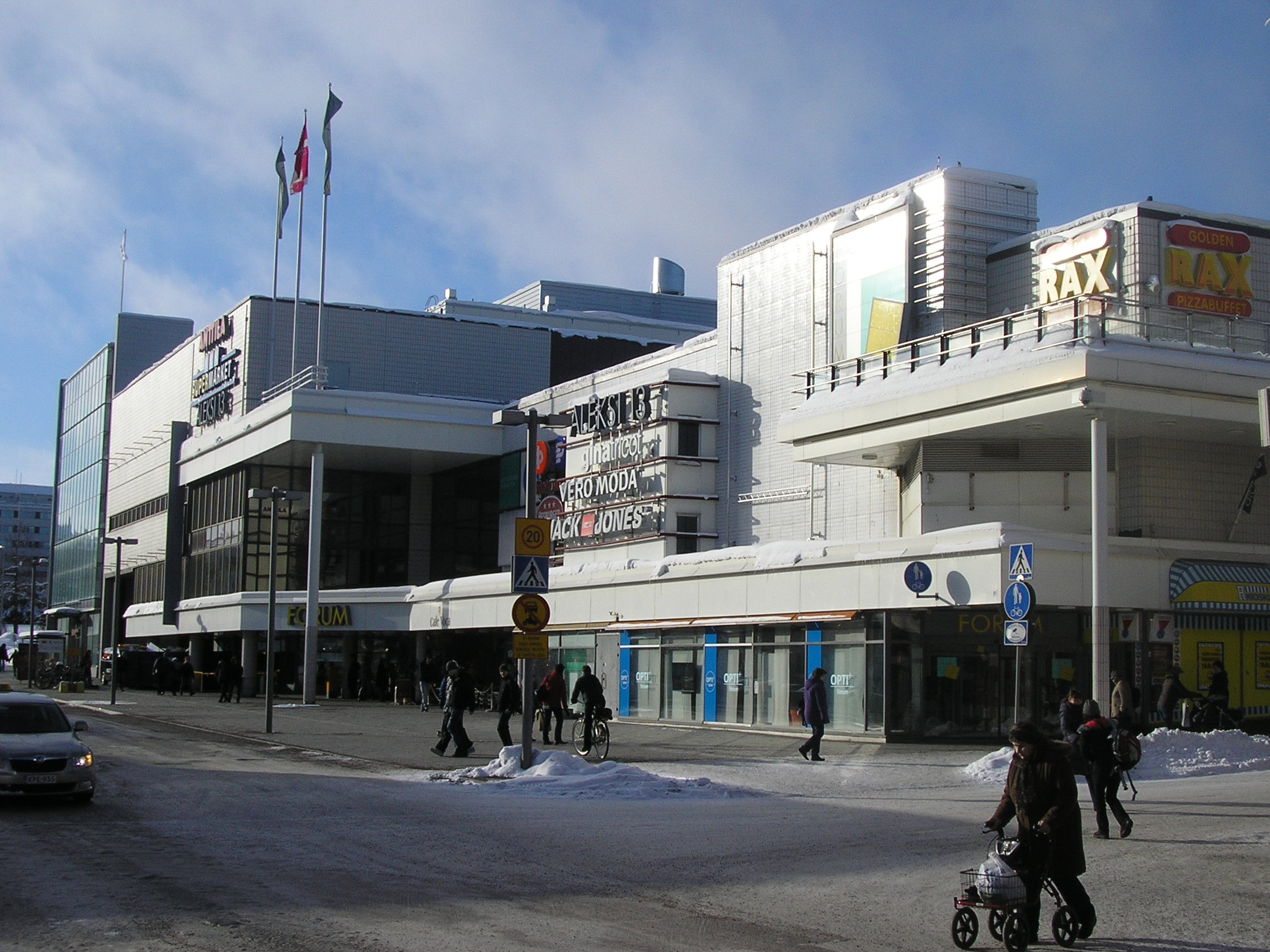
Centre commercial Forum.
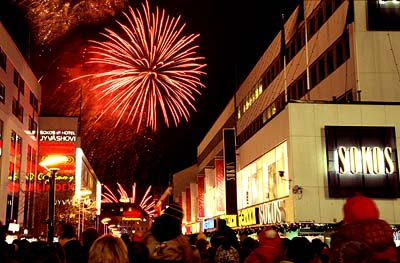
À gauche le Torikeskus et à droite le Sokos.
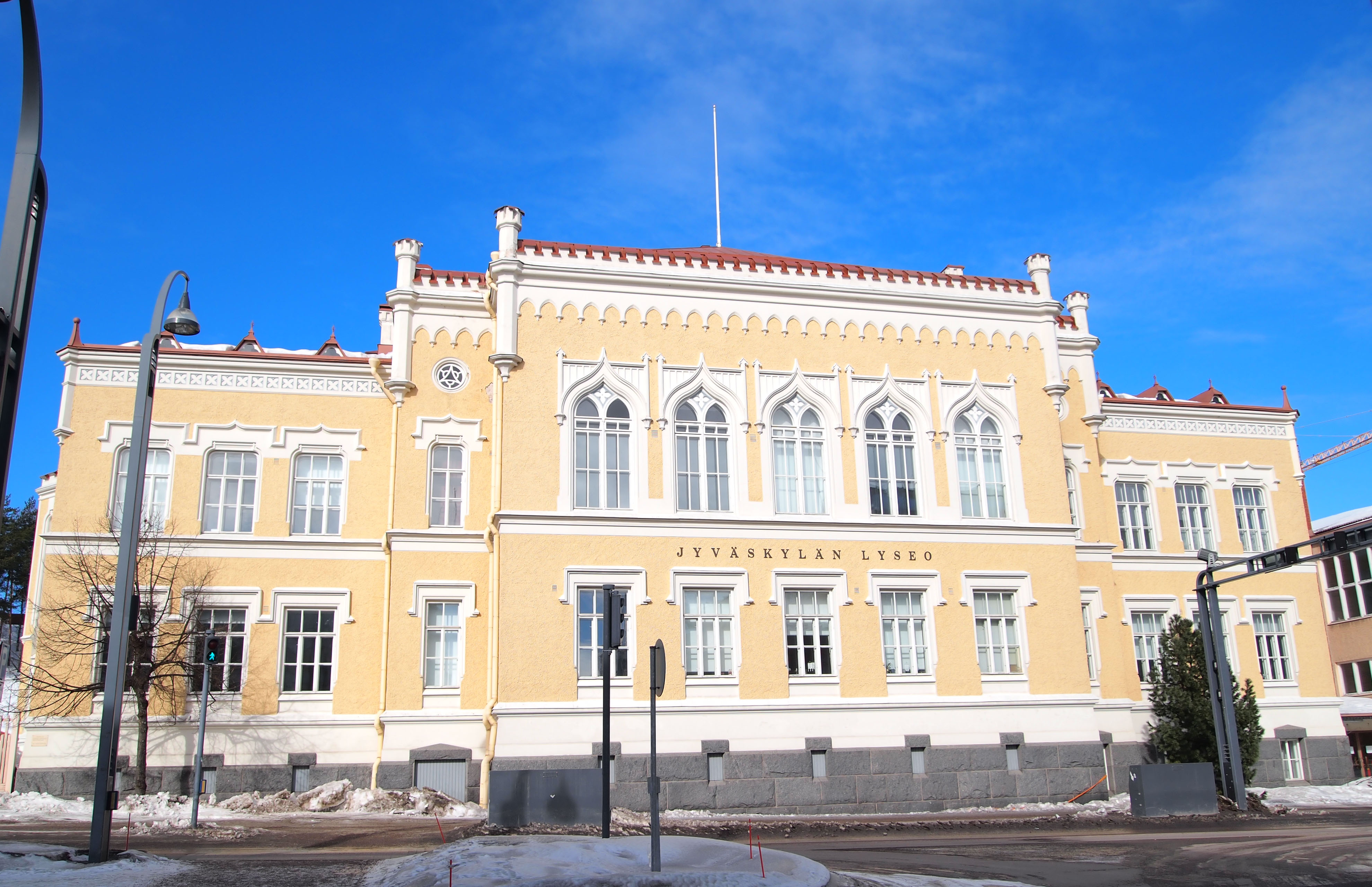
Le lycée de Jyväskylä vu de la rue Yliopistonkatu.
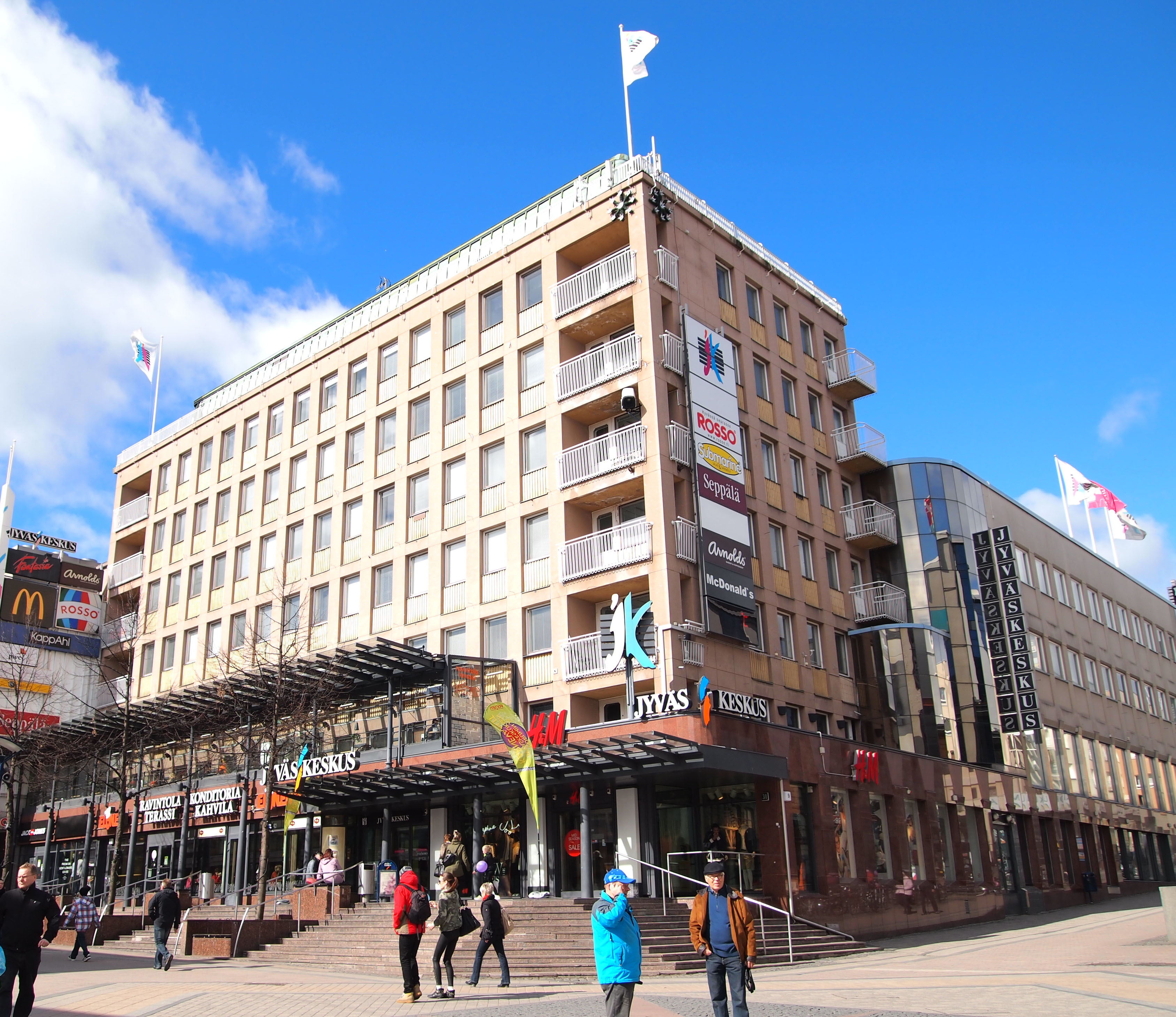
Le centre-ville vu de Kompassi.
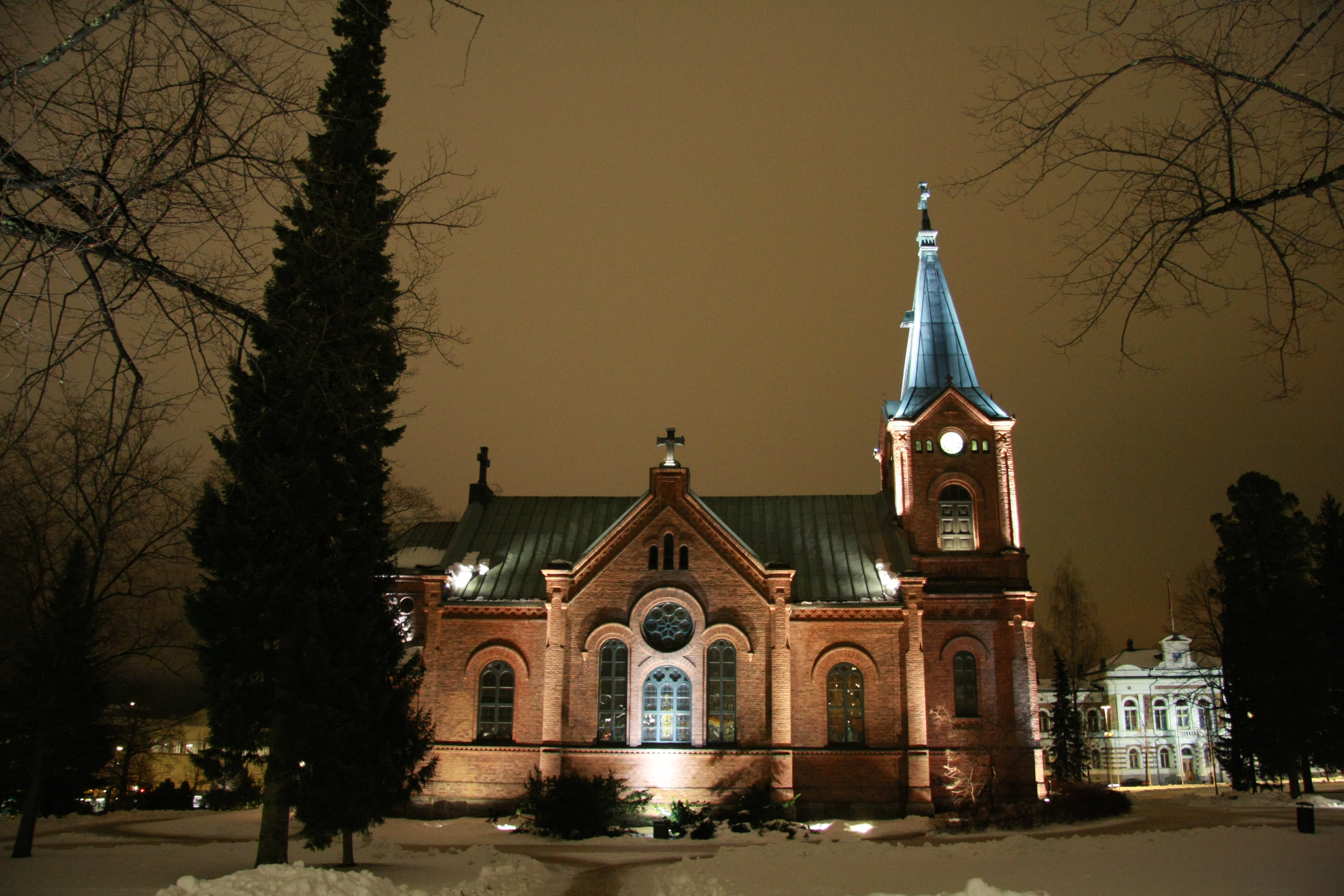
L'église de Jyväskylä et au fond l'hôtel de ville.
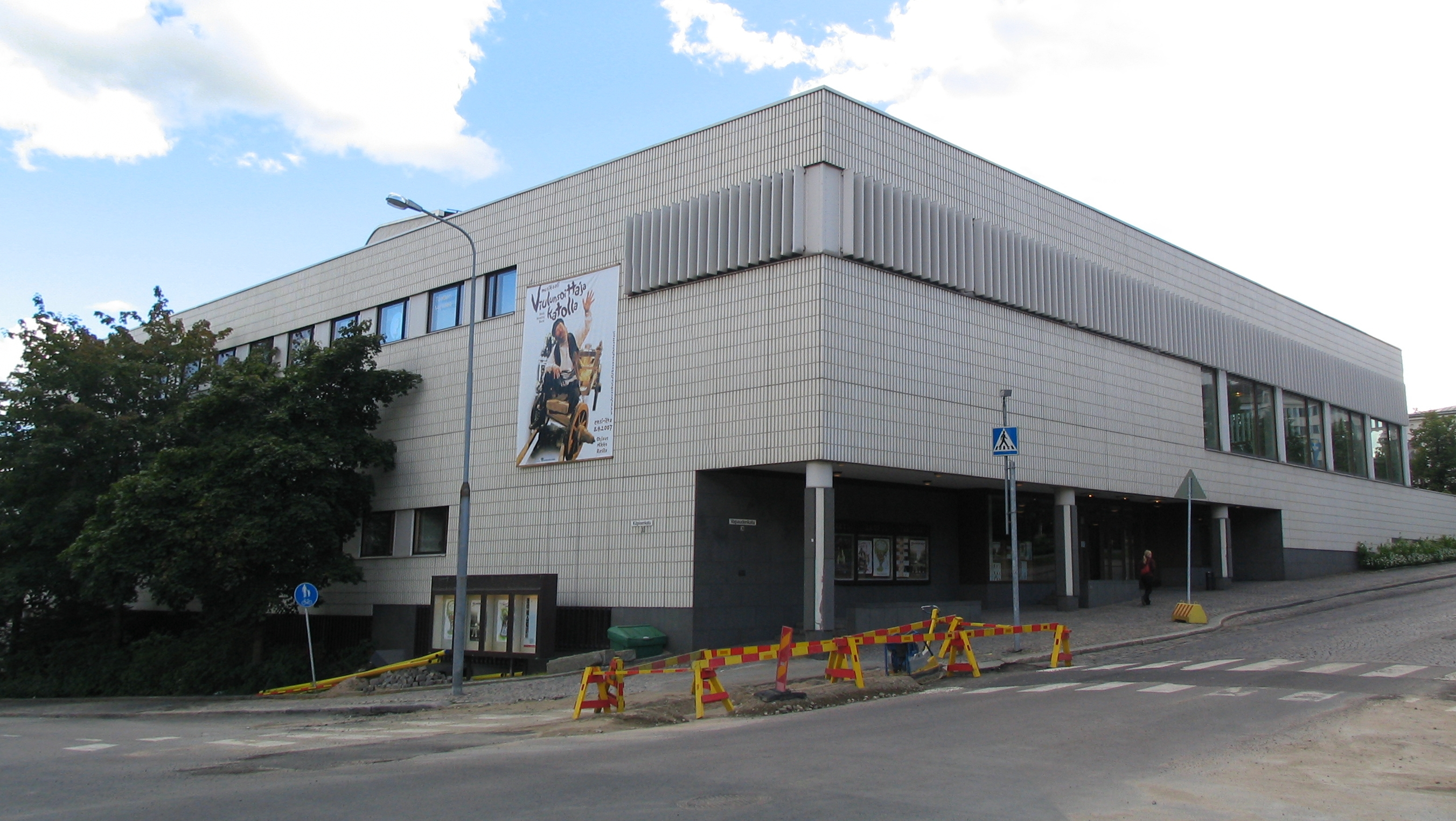
Le théâtre de Jyväskylä à l'automne 2007.
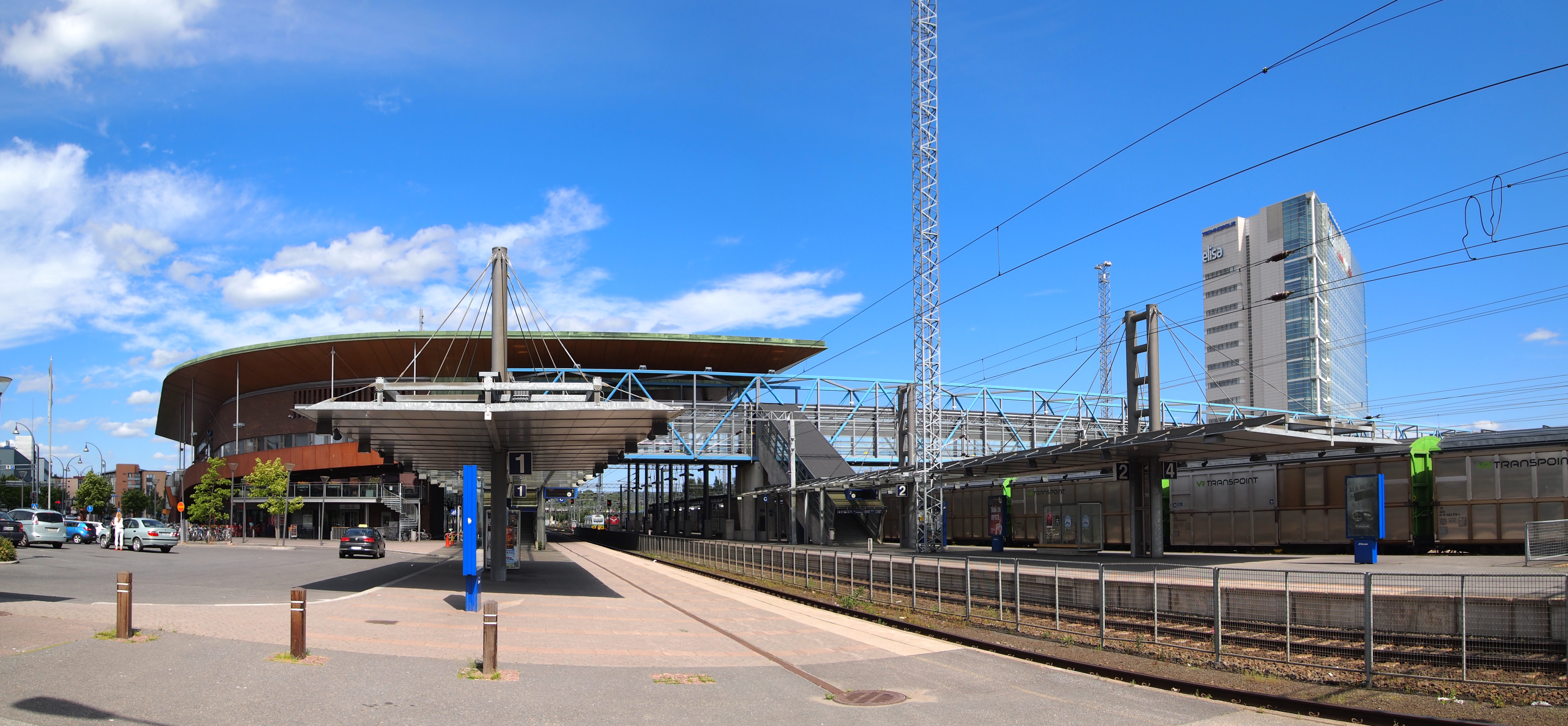
La gare multimodale de Jyväskylä.